# Alison Shanks
Alison Shanks (Dunedin, 13 de diciembre de 1982) es una deportista neozelandesa que compitió en ciclismo en las modalidades de pista, especialista en las pruebas de persecución, y ruta.
Ganó seis medallas en el Campeonato Mundial de Ciclismo en Pista entre los años 2009 y 2012.
Participó en dos Juegos Olímpicos de Verano, ocupando el cuarto lugar en Pekín 2008 (persecución individual) y el quinto lugar en Londres 2012 (persecución por equipos).

## Medallero internacional
| Campeonato Mundial | Campeonato Mundial       | Campeonato Mundial | Campeonato Mundial      |
| Año                | Lugar                    | Medalla            | Competición             |
| ------------------ | ------------------------ | ------------------ | ----------------------- |
| 2009               | Pruszków (Polonia)       | Medalla de oro     | Persecución individual  |
| 2009               | Pruszków (Polonia)       | Medalla de plata   | Persecución por equipos |
| 2010               | Ballerup (Dinamarca)     | Medalla de bronce  | Persecución por equipos |
| 2011               | Apeldoorn (Países Bajos) | Medalla de plata   | Persecución individual  |
| 2011               | Apeldoorn (Países Bajos) | Medalla de bronce  | Persecución por equipos |
| 2012               | Melbourne (Australia)    | Medalla de oro     | Persecución individual  |